# حیات الفهد
حیات الفهد (۱۸ آوریل ۱۹۴۸) بازیگر کویتی است.او یکی از چهره‌های برجستهٔ درام خلیج است و علاوه بر بازیگری، به نویسندگی بسیاری از آثار تلویزیونی پرداخت و دیوان شعری با عنوان «عتاب» دارد که در اواخر دههٔ ۱۹۷۰ منتشر شد.

## زندگی و پیشه
حیات احمد یوسف الفهد در ۱۸ آوریل ۱۹۴۸ در منطقهٔ شرق کویت به دنیا آمد. او به همراه خانواده‌اش در پنج سالگی به شهر مرقاب نقل مکان کرد و در نزدیکی مسجد عبدالله المبارک ساکن شد. پدرش در دوران کودکی‌اش درگذشت. پس از درگذشت مادرش در سال ۱۹۸۷، خواهر بزرگ‌ترش شریفه به همراه خواهر دیگرشان غنیمه و تنها برادرشان مسئولیت تربیت او را بر عهده گرفتند. حیات تحصیلات ابتدایی‌اش را کامل نکرد و به محض یادگیری خواندن و نوشتن، مدرسه را ترک کرد. با این حال، خودش به‌تنهایی توانست زبان عربی فصیح و انگلیسی را بیاموزد و در هر دو زبان مهارت پیدا کند.
او علاقه‌اش به هنر را در کودکی کشف کرد، زمانی که فیلمی از هنرمند بزرگ فرید الاطرش را دید. پس از آن، همراه خانواده‌اش مرتب به سینما می‌رفت. مسیر هنری زمانی آغاز شد که او در بیمارستان صباح کار می‌کرد. در آن زمان، گروه نمایشی «ابو جسوم» به بیمارستان آمدند و در همان زمان همکارش، مجری رسانه‌ای، امینه الشراح نیز همراهش بود. وقتی ابو جسوم آن‌ها را دید، از آن‌ها پرسید که کدام یک علاقه‌مند به بازیگری‌اند.حیات الفهد پاسخ داد که او مایل است. ابو جسوم به او گفت که به خانواده‌اش این را اطلاع دهد و افزود که پس از مدتی برای گرفتن پاسخ، به بیمارستان بازخواهد گشت. حیات در ابتدا نتوانست مادرش را قانع کند؛ وقتی تمایلش به بازیگری را با مادرش در میان گذاشت، مادرش او را کتک زد و با خشونت با او برخورد کرد. اما این موضوع فقط بر پافشاری و لجاجت حیات افزود. پس از دو ماه تلاش برای راضی کردن مادرش، تصمیم گرفت برای رسیدن به هدفش اعتصاب غذا کند. در همین زمان، ابو جسوم با برادر حیات برخورد کرد و تلاش نمود او را قانع کند. برادرش پذیرفت و توانست مادرشان را نیز راضی کند؛ البته به این شرط که برادرش حیات را برای ضبط قسمت‌ها به تلویزیون همراهی کند. پس از آن، حیات مسیر هنری خود را در تئاتر با نمایشنامه‌ای به نام «قربانی» در سال ۱۹۶۳ و در کنار هنرمند منصور المنصور آغاز کرد. اما شروع فعالیت او در تلویزیون با سریال «خانوادهٔ بو جسوم» در سال ۱۹۶۴ بود.
حیات نخستین دستمزد خود را پس از شرکت در نمایشنامه «می‌رم سفر، همین» دریافت کرد که ۳۰ دینار بود. این نمایش در تئاتر الخلیج اجرا شد. با وجود سن کم او در آن زمان — که هنوز به پانزده سالگی نرسیده بود — نقش یک مادر را ایفا کرد. در دههٔ ۱۹۶۰، آثار هنری بسیاری ارائه داد، به‌ویژه در عرصه تئاتر، از جمله نمایشنامه‌های: «فلوس و نفوس»، «گرسنگی»، «من و روزگار»، «خانوادهٔ گمشده» و «قربانی» را اجرا کرد.
در دههٔ ۱۹۷۰، حیات در سریال «گوژپشت» ایفای نقش کرد، همچنین در نمایشنامه «خروس گم شد» شرکت داشت، و نخستین فیلم خود را در سال ۱۹۷۱ با عنوان «ساکت باش ای دریا» ارائه داد. او همچنین در سریال‌های «شلوغ‌کاری»، «علاءالدین»، «شلوغ‌کاری»، «رنگ‌هایی از عشق»، «پسر هیزم‌شکن»، «قصهٔ موال» و «محبوبه» بازی کرد. در همین دهه، او در چندین نمایشنامه موفق نیز حضور یافت که از جمله آن‌هاست: «همسر جناب وزیر»، «راز امام»، «درخت سدر»، «بنی صامت»، «بحمودن المحطه»، «ای بی‌خبران» و «۱ ۲ ۳ ۴ بوم».
فعالیت‌های هنری او در دههٔ ۱۹۸۰ افزایش یافت و در تعداد زیادی از سریال‌ها نقش‌آفرینی کرد، از جمله: «خانهٔ ابو خالد»، «با سلام به پدر و مادر»، «دانه»، «کیور روی آب»، «درس خصوصی»، «رفت و بازنگشت»، «رویاهای کوچک»، «زندگی از فردا آغاز می‌شود»، «دیوارها»، «ازدواج بدون موجودی» و «دختران کوچک در برابر زندگی» و غیره. علاوه بر این، هرچند حضورش در تئاتر کمتر شده بود، اما در سال ۱۹۸۹ سه نمایشنامه را اجرا کرد: «اگر شتر بیفتد»، «خانه مجردها» و «دو چک بدون موجودی». همچنین در نمایشنامه «بای بای عرب» در سال ۱۹۸۶ و «قرقور» در سال ۱۹۸۴ نیز شرکت داشت. در اوایل همین دهه، حیات یک همکاری موفق با سعاد عبدالله، داشت و حاصل این همکاری، آثار هنری موفق متعددی بود، از جمله: «رقیه و سبیکه»، «صلح بر دنیا»، «خاله‌ام قماشه»، «سلیمان الطیب» و آثار دیگر.
در دههٔ ۱۹۹۰ نیز به کار خود ادامه داد و تعداد زیادی آثار در قالب برنامه‌های ویژه تلویزیونی، سریال‌ها و نمایشنامه‌ها ارائه کرد. از جمله سریال‌هایی که بازی کرد می‌توان به «جواهر»، «بو مرزوق»، «زن فضول»، «درگیری»، «تنها عشق می‌ماند»، «خانه‌ای که سمرا در آن زندگی می‌کند» و دیگر آثار اشاره کرد. همچنین در مجموعه بزرگی از سریال‌های رادیویی نیز حضور داشت مانند «نافع و منیره»، «مخروش کطاح بکروش»، «اشک‌ها و لبخندها»، «عروسی‌های قیروان»، «هر ورودی، یک خروجی دارد» و غیره.
در دههٔ ۲۰۰۰، حیات الفهد مجموعه بزرگی از آثار موفق را ارائه داد که از جمله آن‌ها می‌توان به «بازار قصاب‌ها»، «زخم زمان»، «قیمت عمر من»، «دل‌های سنگی»، «دنیا یک لحظه است»، «جبروت یک زن»، «تهمت»، «فرزندان فقر»، «داماد»، «اشک یتیم» و «احساسات» اشاره کرد.
در دههٔ ۲۰۱۰، حیات در آثار برجسته‌ای درخشیده است، از جمله: «خارج حصارها»، «بانوی خانه»، «خانه، خانه پدر ماست»، «ریحانه»، «حال منایر»، «فروشنده خرما»، «رمانه»، «با سهمی از قلم»، «مرزهای شر»، «ام هارون»، «مارگرت» و «سال‌های جریش» فعالیت‌های حیات تنها به بازیگری در تئاتر، تلویزیون و رادیو محدود نشد، بلکه او چندین اثر هنری را نیز نوشت که در برخی از آن‌ها نیز خود به ایفای نقش پرداخت، از جمله: «فروشندهٔ خرما»، «اشک یتیم»، «داماد»، «تهمت»، «زنان»، «انتظار»، «شمشیر عرب» و دیگر آثار.

## زندگی شخصی
حیات الفهد برای نخستین بار در سال ۱۹۶۵ هنگامی که ۱۷ سال داشت، ازدواج کرد. همسر نخست او دکتر جراح عراقی از شهر بصره به نام قُصَی جَلَبی بود که به‌عنوان منشی وزیر اطلاع‌رسانی کویت فعالیت می‌کرد. به دلیل این ازدواج، او برای مدت سه سال از دنیای بازیگری فاصله گرفت و همراه همسرش به قاهره رفت؛ جایی که او در حال تحصیل پزشکی بود. در آن دوران، به‌عنوان گوینده در رادیو فعالیت می‌کرد، اما خیلی زود به دلیل علاقه شدیدش به هنر از همسرش جدا شد. حاصل این ازدواج تنها دخترش، سوزان، بود که در سال ۱۹۶۷ به دنیا آمد.
ازدواج دوم او با خواننده‌ای لبنانی-فلسطینی‌تبار به نام محمود حمدی بود که از ازدواج قبلی‌اش دو دختر دوقلو به نام‌های مِی و مها داشت که حیات سرپرستی و تربیت آن‌ها را حتی پس از جدایی‌اش بر عهده گرفت. همچنین دختری یتیم به نام روزان را نیز همراه با سایر دخترانش بزرگ کرد.